# Sekretin
Sekretin (auch Secretin) ist ein gastrointestinales Peptidhormon. Beim Menschen stoppt Sekretin die Produktion der Magensäure und veranlasst das Pankreas, Natriumhydrogencarbonat-reiches Sekret abzugeben. Es gehört zur Glucagon-Familie von Peptidhormonen.
Seine Vorstufe ist das sogenannte Prosekretin. Sekretin ist – nach dem Adrenalin – das zweite Hormon, das entdeckt wurde. William Bayliss und Ernest Starling fanden 1902 bei Experimenten mit dem im Zwölffingerdarm von ihnen entdeckten Sekretion zur Verdauung seine Funktion als Agens, das über das Blut die Pankreassekretion anregt, heraus und definierten 1905 den von einem Mitarbeiter der beiden Wissenschaftler vorgeschlagenen Begriff „Hormon“.
Gebildet wird es in S-Zellen des Zwölffingerdarms. Der Stimulus zur Sekretion ist ein niedriger pH-Wert (unter 4,5) des Speisebreis im Zwölffingerdarm. Bei Fröschen wird es von spezifischen Zellen der Langerhans-Inseln der Bauchspeicheldrüse gebildet.

## Zielorgane und Wirkungsweise
Sekretin
- führt zu einer erhöhten Natriumhydrogencarbonat-Produktion (NaHCO3) in Bauchspeicheldrüse, Gallenblase und Dünndarm
- hemmt die Gastrin-Sekretion beim Gesunden
- bewirkt eine überschießende Gastrin-Sekretion beim Gastrinom (Zollinger-Ellison-Syndrom)[7]
- führt zur Kontraktion der Gallenblase
- erhöht die Produktion von Muzinen in den Magenschleimhautzellen und verzögert somit die Magenentleerung
- stimuliert die Ausschüttung von Insulin und Somatostatin.[8]

### Synthetisches Sekretin
Im September 1983 konnte das Pharmaunternehmen Hoechst mit Sekretolin (Secretinpentahydrochlorid enthaltend) erstmals ein vollsynthetisches Sekretin als Therapeutikum für gastrointestinale Blutungen und als Diagnostikum der exkretorischen Pankreasfunktion zur Verfügung stellen.